# 국도 제172호선 (일본)
국도 제172호선(일본어: 国道172号)은 오사카부 오사카시 미나토구의 오사카항에서 주오구 혼마치3교차로까지 이어주는 일반국도 노선이다. 그러나 이 국도 노선은 미나토 국도로 분류되며, 총 연장은 8.0 km, 실제 연장과 현도가 각각 7.9km로 구성되어 있다.

## 연혁
- 1953년 5월 18일 : 2급 국도 172호선인 오사카항선(오사카항~오사카시 히가시구[1])으로 지정 시행.
- 1965년 4월 1일 : 도로에 관한 법률 개정으로, 1·2급의 구분이 없어짐과 동시에 일반 국도 172호선으로 다시 지정 시행.

## 지리
- 통과하는 지자체 : 오사카부 오사카시 (미나토구 - 니시구 - 오사카시)
- 접촉 가능한 도로 : 국도 제25호선, 국도 제26호선, 국도 제43호선, 국도 제165호선
- 비고 : 25번 국도와 직접 만나게 되는 미도스지 일대에서는 26번 국도와 165번 국도와 구간이 중복된다.

## 연선
- 가이유칸
- 덴포산
- 오사카부립 이치오카 고등학교
- 오사카 돔
- 소아이 대학 혼마치 캠퍼스